# Scooby-Doo! Na Dzikim Zachodzie
Scooby-Doo! Na Dzikim Zachodzie (ang. Scoby-Doo! Shaggy's Showdown) – 32. film animowany i 27. pełnometrażowy film z serii Scooby Doo z roku 2017. Następca filmu Scooby-Doo! i WWE: Potworny wyścig.

## Wersja polska
Dystrybucja na terenie Polski: Galapagos Films

Wersja polska: Master Film

Reżyseria: Andrzej Chudy

Tłumaczenie i dialogi: Dorota Filipek-Załęska

Teksty piosenek: Andrzej Brzeski

Dźwięk i montaż: Krzysztof Podolski

Kierownictwo produkcji: Katarzyna Fijałkowska

Wystąpili:
- Ryszard Olesiński – Scooby Doo
- Jacek Bończyk – Kudłaty
- Agata Gawrońska-Bauman – Velma
- Beata Jankowska-Tzimas – Daphne
- Jacek Kopczyński – Fred
- Andrzej Chudy – Rafe
- Dominika Sell
- Grzegorz Drojewski
- Bartosz Wesołowski
- Beata Olga Kowalska
- Julia Kołakowska-Bytner
- Joanna Pach-Żbikowska
- Aleksandra Radwan
- Cezary Kwieciński
- Janusz Wituch